# Trigramma
In linguistica, il trigramma è una sequenza di tre grafemi che identificano un fonema (o un gruppo di fonemi) diverso dai fonemi rappresentati dalle lettere che lo compongono.

## Trigrammi italiani
- sci, davanti a vocale -a -o -e ed -u corrispondente al fonema [ʃ].
- gli, davanti a vocale, corrispondente al fonema [ʎ].